# Obwód Wołożyn Armii Krajowej
Obwód Wołożyn – jednostka terytorialna Związku Walki Zbrojnej, a następnie Armii Krajowej. Operowała na terenie powiatu wołożyńskiego i nosiła kryptonim „Brzoza”.
Obwód Wołożyn wchodził wraz z Obwodem Szczuczyn i Obwodem Lida w skład Inspektoratu Rejonowego Północnego Okręgu Nowogródek.
Komendantem Obwodu był kpt. Stanisław Dedelis ps. „Pal”.